# Čanje
Čanje este o localitate din comuna Sevnica, Slovenia, cu o populație de 124 de locuitori.